# I corsari delle Antille

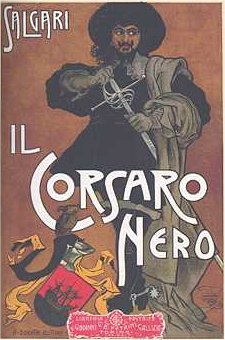
Copertina de Il Corsaro Nero di Emilio Salgari (1898), 3ª edizione, 1904, illustrazione di Alberto della Valle (1851-1928).

I corsari delle Antille è un ciclo letterario avventuroso ideato da Emilio Salgari nel 1898 e terminato nel 1908. Il primo e più noto romanzo della serie è Il Corsaro Nero (1898).
Il Corsaro Nero e gli altri protagonisti sono discendenti della famiglia nobile dei Ventimiglia, signori di Roccabruna.
I cinque romanzi sono stati trasposti più volte in opere cinematografiche. Dopo la morte di Salgari, vennero pubblicati almeno quattro romanzi apocrifi ispirati al ciclo.

## Romanzi
I romanzi che compongono il ciclo sono:
- Il Corsaro Nero, 1898
- La regina dei Caraibi, 1901
- Jolanda, la figlia del Corsaro Nero, 1905
- Il figlio del Corsaro Rosso, 1908
- Gli ultimi filibustieri, 1908.

## Romanzi apocrifi
Tra i numerosi romanzi apocrifi pubblicati dopo la morte di Salgari (spesso in accordo con gli eredi), quelli elencati di seguito riprendono ambientazioni e personaggi del ciclo Corsari delle Antille:
- Il corsaro rosso, Casa editrice Impero, 1941. Scritto in realtà da Americo Greco.
- Il Corsaro Verde, Casa editrice Impero, 1942. Scritto in realtà da Sandro Cassone.
- Le ultime imprese del Corsaro Nero, Sonzogno, 1941. Autore originale sconosciuto.
- La figlia del Corsaro Verde, Sonzogno, 1941. Scritto in realtà da Renzo Chiarelli, da esso fu tratto un film omonimo per la regia di Enrico Guazzoni.[2]

## Filmografia parziale
Alcuni dei film tratti dal ciclo salgariano:
- Il corsaro nero (1921) di Vitale De Stefano[3]
- Jolanda, la figlia del Corsaro Nero (1921) di Vitale De Stefano[4]
- La regina dei Caraibi (1921) di Vitale De Stefano[5]
- Gli ultimi filibustieri (1921) di Vitale De Stefano[6]
- Il figlio del Corsaro Rosso (1921) di Vitale De Stefano[7]
- Il corsaro nero (1928) di Rodolfo Ferro film incompleto[8]
- Il corsaro nero (1938) di Amleto Palermi[9]
- La figlia del Corsaro Verde (1941) di Enrico Guazzoni[2]
- Il figlio del corsaro rosso (1943) di Marco Elter[10]
- Gli ultimi filibustieri (1943) di Marco Elter
- El Corsaro Negro (1944) di Chano Urueta Film messicano distribuito in Italia nel 1951
- I tre corsari (1952) di Mario Soldati
- Jolanda, la figlia del Corsaro Nero (1952) di Mario Soldati
- Il figlio del corsaro rosso (1959) di Primo Zeglio
- Il corsaro nero (1971) di Vincent Thomas (Lorenzo Gicca Palli)
- Il Corsaro Nero (1976) di Sergio Sollima